# Art Institute of Philadelphia
L'Art Institute of Philadelphia est un college américain privé, situé au 1622 Chestnut Avenue à Philadelphie en Pennsylvanie. Il possède d'autres bâtiments dispersés dans le quartier de Center City. Il forme des étudiants dans diverses disciplines artistiques : arts culinaires, mode, design, photographie, etc.